# Cercyon quisquilius
Cercyon quisquilius é uma espécie de insetos coleópteros polífagos pertencente à família Hydrophilidae.
A autoridade científica da espécie é Linnaeus, tendo sido descrita no ano de 1761.
Trata-se de uma espécie presente no território português.